# 新埭姐妹桥
新埭姐妹桥，位于中华人民共和国浙江省嘉兴市平湖市新埭镇，是浙江省省级文物保护单位之一。
2017年1月19日，新埭姐妹桥被列入第七批浙江省文物保护单位，该文物保护单位是一座古建筑。